# Trochanteria ranuncula
Trochanteria ranuncula är en spindelart som beskrevs av Karsch 1878. Trochanteria ranuncula ingår i släktet Trochanteria och familjen Trochanteriidae. Inga underarter finns listade i Catalogue of Life.